# Ettore Ramires
Ettore Ramires (Aosta, 1923 – Jugoslavia, 4 dicembre 1944) è stato un partigiano italiano, medaglia d'oro al valor militare alla memoria.

## Biografia
Lavorava negli stabilimenti Cogne di Aosta quando, infatuato dalla propaganda del fascismo, decise di arruolarsi volontario, a diciassette anni, nelle camicie nere. Ettore Ramires fu inviato in Albania e di qui partecipò alla Campagna contro la Grecia. Tornò in Italia, ammalato, nel marzo del 1941, ma ciò non lo esentò dal servizio di leva. L'anno successivo, il ragazzo fu assegnato al Battaglione "Aosta" del 4º Reggimento alpini e nel gennaio del 1943 fu spedito in Montenegro.
Sorpreso qui dall'armistizio, Ramires partecipò come partigiano alla Guerra di liberazione in territorio jugoslavo. Nel novembre del 1943 il giovane era già al comando di una compagnia del Battaglione "Mameli" nella Brigata "Italia" della Divisione Garibaldi, che si era costituita con i disciolti reparti delle Divisioni "Taurinense" e "Venezia".
Il 3 dicembre del 1944, Ramires si trovò impegnato con il suo reparto in violenti combattimenti contro le truppe tedesche a quota Poljane. Ferito in un primo attacco contro un caposaldo nemico, guidò una seconda volta i suoi partigiani contro il nemico, finché non cadde colpito al petto da una raffica. I suoi compagni riuscirono a trascinarlo al coperto e poi a portarlo nell'ospedale da campo di Pristinac, ma qui Ettore Ramires si spense il giorno dopo.